# Wassen
Wassen est une commune suisse du canton d'Uri.

## Géographie

Vue aérienne (1963).

Wassen mesure 96,89 km2.

## Démographie
Wassen compte 465 habitants en 2008. Sa densité de population atteint 4 hab./km2.
La commune connaît un bon démographique entre 1872 et 1882 (plus de 5 000 personnes en été) en raison de la construction de la ligne du Gothard. 
Le graphique suivant résume l'évolution de la population de Wassen entre 1850 et 2008 :

## Monuments et curiosités
- L'église de Saint-Gall remonte à 1734-35. Elle contient de riches autels baroques en bois sculpté, œuvres du maître haut-valaisan Johann Jodok Ritz[5],[6]. L'édifice jouit d'une position privilégiée sur une colline escarpée ; il peut être observé sous trois angles différents par les voyageurs ferroviaires qui empruntent la section hélicoïdale du tunnel de Pfaffensprung[7].
- Dans le Meiental, restes du retranchement de Meien[8] (Meienschanze), un ouvrage fortifié construit en 1712 par Pietro Morettini[9], élève du célèbre ingénieur militaire français Vauban. En tant qu'ingénieur, c'est également à Pietro Morettini qu'on doit la percée du Trou d'Uri dans les Schöllenen près d'Andermatt en 1707-08.

## Transport

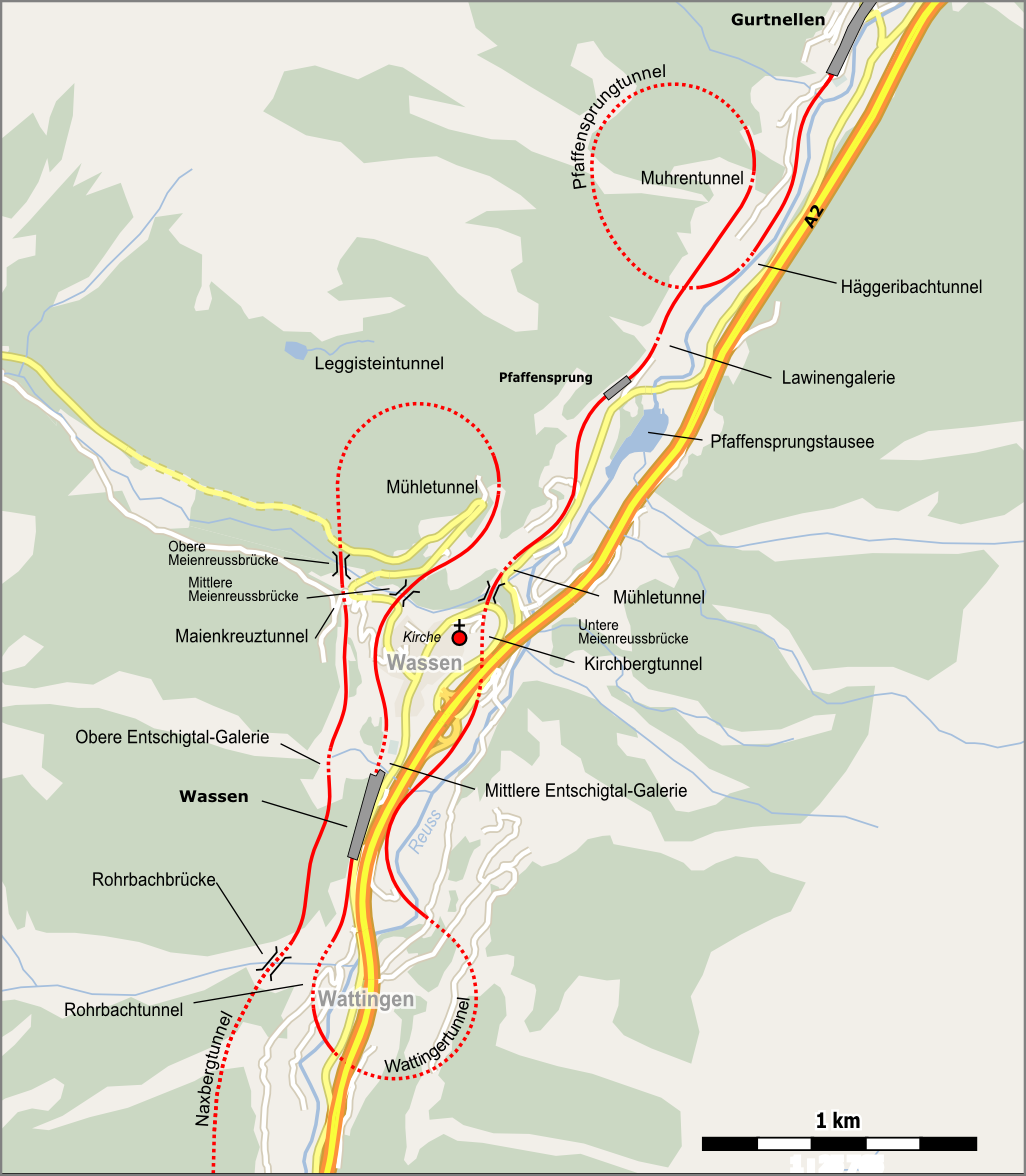
Tunnel hélicoïdal de Pfaffensprung et les tunnels tournants de Wattingen et Leggistein sur la ligne du Gothard.

- Sur la ligne ferroviaire du Gothard : la gare de Wassen (fermée), le tunnel hélicoïdal de Pfaffensprung et les tunnels tournants de Wattingen et Leggistein.
- Autoroute A2 Bâle-Chiasso, sortie 39 Wassen.